# 第3步兵師 (德國國防軍)
第3步兵師（德語：3. Infanterie-Division）是威瑪共和國防衛軍陸軍、納粹德國國防軍陸軍的一個步兵師。該師於1934年組建，1939年5月參與吞併捷克斯洛伐克行動。
第二次世界大戰期間，該師參與入侵波蘭、入侵法國行動，1940年10月，該師返回德國後予以摩托化，改編為第3摩托化步兵師（德語：3. Infanterie-Division (mot.)），並參與巴巴羅薩行動。該師於1943年2月斯大林格勒战役期間被圍殲。
同年3月，該師重建，並改編為第3裝甲擲彈兵師（德語：3. Panzergrenadier-Division），該師轉戰意大利、西線，並曾於突出部之役參戰。該師最後於1945年4月在魯爾口袋被圍投降解散。

## 註腳
1. ↑  Mitcham（2007年）